# Peter Withe
Peter Withe (Liverpool, 30 de agosto de 1951) é um ex-futebolista e treinador inglês.
Withe foi o autor do gol do título da Liga dos Campeões 1982, conquistada pelo Aston Villa. Curiosamente, antes e depois de sua passagem heroica no clube, esteve no maior rival, o Birmingham City.

## Carreira como jogador

### Estilo de jogo
Withe era um grande, alto, forte, poderoso e imponente centro-avante. Sua capacidade de proteger a bola também foi um trunfo para os companheiros de equipe, além de seu forte jogo aéreo. Seus maiores sucessos foram quando combinados com um parceiro de ataque rápido.

### Começo
Ele começou sua carreira no Southport, mas saiu em 1971 depois de alguns jogos. No final daquele ano, ele fez uma aparição na equipe reserva do Preston North End, mas logo mudou-se para Barrow, para quem ele fez uma aparição (contra seu ex-clube Southport em 1 de janeiro de 1972). Depois disso, ele jogou na África do Sul.
Ele jogou pelo Wolverhampton Wanderers em duas temporadas a partir de 1973. Em 17 jogos do campeonato ele marcou 3 gols.
Durante o verão de 1975, Withe passou uma temporada nos Estados Unidos jogando pelo Portland Timbers da North American Soccer League (NASL). Ele marcou 17 gols e deu 7 assistências em 22 jogos, levando o Timbers ao primeiro lugar em sua divisão. Ele virou um favorito dos fãs dos Timbers, que o apelidaram de "The Mad Header" e "The Wizard of Nod". Em agosto, os Timbers jogaram dois jogos decisivos em casa, na frente de mais de 30.000 torcedores, números nunca antes vistos nos Estados Unidos. Eles avançaram para a final do campeonato, o Soccer Bowl, em San Jose, Califórnia, em 24 de agosto, onde perderam para o Tampa Bay Rowdies por 2-0.
Withe retornou a West Midlands para se juntar ao Birmingham City em 1975. Ele marcou 9 gols em 35 jogos do campeonato em pouco mais de uma temporada antes de partir no início da temporada de 1976/77.

### Nottingham Forest
Com 25 anos, White acertou sua ida ao Nottingham Forest de Brian Clough. Withe marcou em sua estreia, uma vitória por 5-1 contra o Carlisle United na Football League Two. White terminou a temporada como o artilheiro do clube com 19 gols e sendo eleito o Jogador do Ano do Forest. O primeiro troféu do Forest de Clough foi em dezembro daquele ano, batendo o Leyton Orient na final da Taça Anglo-Escocesa. Forest ganhou promoção para a primeira divisão inglesa depois de terminar em terceiro na segunda divisão.
Withe e o Forest venceram a Primeira Divisão em 1977-78 e a Copa da Liga de 1977-78. Ele terminou a temporada como artilheiro da equipe com 19 gols. Ele também ganhou a Supercopa da Inglaterra de 1978.
O Forest concordou em vendê-lo por £ 225.000 pouco antes de completar 27 anos no final desse mês. Withe terminou sua passagem com 39 gols em 99 jogos.

### Newcastle United
Ele estreou no Newcastle United em um empate 1-1 contra o Luton Town. Em apenas duas temporadas, ele marcou 25 gols em 76 jogos.

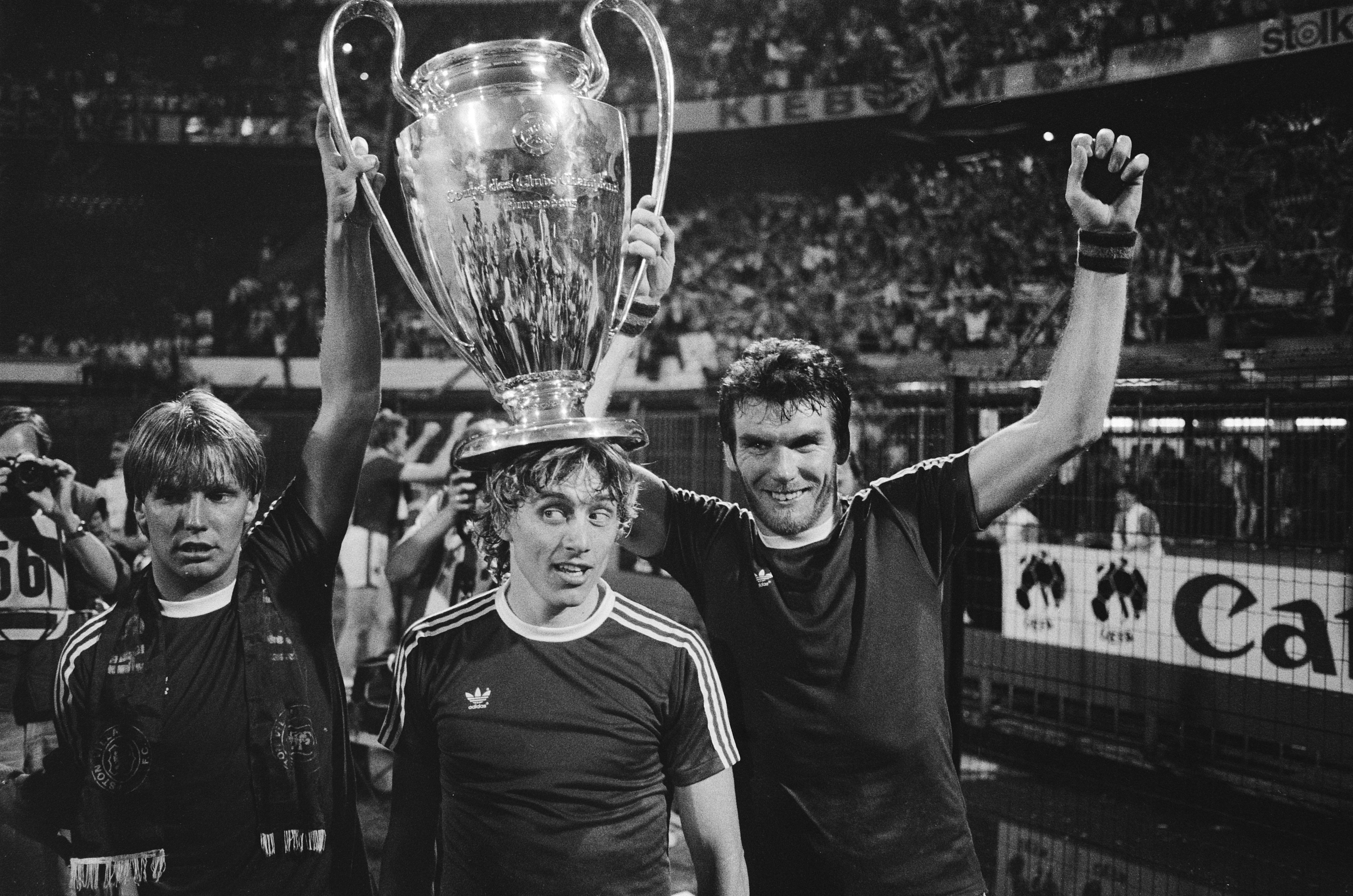
Peter Withe (à direita) com Gary Shaw e Tony Morley depois de vencer a Copa dos Campeões Europeus em 1982.

### Aston Villa
Ron Saunders levou-o ao Aston Villa antes da temporada de 1980-81, quando o clube de Birmingham pagou 500 mil libras pela contratação. Ele ganhou um troféu em cada uma das suas primeiras três temporadas no Villa Park.
Na primeira temporada, Withe marcou 20 vezes em 36 jogos e foi o artilheiro da liga juntamente com Steve Archibald do Tottenham Hotspur. Nessa temporada, eles ganharam o título da Primeira Divisão Inglesa.
Na temporada seguinte, Withe fez o único gol dafinal da Taça dos Clubes Campeões Europeus de 1982–83 contra o Bayern de Munique. Na temporada seguinte, eles ganharam a Supercopa Europeia de 1982 em uma vitória por 3-1 contra o Barcelona.
Ele marcou 90 gols em mais de 200 jogos no Villa. Depois de cinco temporadas, ele acabou se mudando para o que descreveu mais tarde como "o maior alento de minha carreira".

### Carreira posterior
Ele se juntou ao Sheffield United marcando 18 gols em 74 partidas em três temporadas de 1985 a 1988. Em sua última temporada, ele marcou duas gols em oito jogos quando estava emprestado ao Birmingham City.
Ele terminou seus dias de jogador marcando uma vez em 38 jogos jogando pelo Huddersfield Town entre 1988 e 1990.

### Internacional
Sua estreia na Seleção Inglesa foi em uma derrota por 1 x 0 para o Brasil em 12 de maio de 1981. Com 11 partidas pela seleção, Withe foi o primeiro jogador do Aston Villa a ser selecionado para uma Copa do Mundo (Copa do Mundo de 1982).
Seu último jogo foi em 14 de novembro de 1984 em uma goleada contra a Turquia por 8-0. Ele terminou sua carreira internacional com 5 vitórias, 3 empates e 3 derrotas.

## Carreira como treinador
Depois de um breve período como treinador do Wimbledon, Withe foi contratado para o cargo de treinador da equipe reserva do Aston Villa em outubro de 1991. O seu tempo no cargo foi ruim com a equipe vencendo apenas um jogo em treze e ele foi substituído após apenas 105 dias.
Ele treinou com sucesso a Seleção Tailandesa e Seleção Indonésia. Ele também treinou o clube inglês Stockport Sports de abril a novembro de 2012.

## Títulos

### Como jogador
Wolverhampton Wanderers
- Copa da Liga Inglesa: 1974

Nottingham Forest
- Campeonato Inglês: 1978
- Copa da Liga Inglesa: 1978

Aston Villa
- Campeonato Inglês: 1981
- Supercopa da Inglaterra: 1981
- Copa dos Campeões: 1982
- Supercopa Europeia: 1982

#### Individuais
- Seleção do Campeonato Inglês da Segunda Divisão: 1978/79, 1979/80
- Artilheiro do Campeonato Inglês: 1981 (20 gols)

### Como técnico
Seleção Tailandesa de Futebol
- Copa AFF Suzuki: 2000, 2002